# خفاش زرد غربی
خفاش زرد غربی (نام علمی: Lasiurus xanthinus) نام یک گونه از خانواده خفاش‌ناهیدی است.